# Ле Кур, Поль
Поль Ле Кур (англ. Paul Le Cour), настоящая фамилия Лекур (Lecour), неверно Лекюр; родился в Блуа 5 апреля 1871 г.; умер 5 февраля 1954 г.) — французский писатель, оккультист и астролог; первый председатель парижского Общества атлантологов (1926)). Создатель популярного издания «Atlantis» (Атлантида, 1927—1942). Очень плодовитый автор, опубликовал около тридцати книг.

## Биография
24 июня 1926 г. он основал «Société d'études atlantéennes» вместе с Роже Девинем. Общество выпускало свой журнал «Études atlantéennes» (Атлантовские исследования), проводило конференции в Сорбонне. В 1927 году он покинул общество, чтобы организовать в октябре того же года собственную ассоциацию, издававшую журнал «Atlantis». В 1937 году опубликовал книгу «Эра Водолея», которая считается одной из предвестниц движения «нью-эйдж».
После войны (1945) вокруг журнала «Atlantis» образовалась одноименная группа, занимавшася эзотерикой. Также организовал частный клуб «Pignada Atlantis» на купленном участке земли в Аресе, на берегу залива Аркашон.

## Творчество
- «Про „Mercure de France“» / Le «Mercure» de France (1925)
- «В поисках затерянного мира. Атлантида и её традиции» / A la recherche d’un Monde Perdu. L’Atlantide et ses Traditions (1926)
- «Послание Атлантиды» / Le message d’Atlantis (1930)
- «Атлантида и западная метафизика» / L’Atlantide et la métaphysique occidentale (1931)
- «Бурж и алхимики. Дворцы Жака Кёра и Жана Лаллемана[фр.]» / Bourges et les alchimistes. Les Palais de Jacques Coeur et de Jean Lallemand (1935)
- «Эпоха Водолея, или возвращение Ганимеда» / L'Ère du Verseau (l’avènement de Ganimède) (1937)
- «Символика» / Symbolique (1937)
- «Драма Европы, Орден Храма и Тевтонский орден» / Le drame de l’Europe, l’Ordre du Temple et l’Ordre teutonique (1938)
- «Храм [тамплиеров]» / Le Temple (1939)
- «Нео-тамплиеры (1705—1870)» / Les Néo-Templiers (1705—1870) (1939)
- «Тамплиеры и арабы» / Templiers et Arabes (1939)
- «Красный крест тамплиеров в наше время» / La Croix rouge des Templiers dans les temps modernes (1939)
- «Катары» / Les Cathares (1940)
- «Грааль» / Le Graal (1940)
- «Доисторическое святилище: Крит и его тайны» / Un sanctuaire de la protohistoire: La Crète et ses Mystères (1940)
- «Атлантида» / Atlantis (1940)
- «Месса, ритуализм, символика, мистика» / La Messe, ritualisme, symbolisme, mystique (1941)
- «Эллинизм и христианство» / Hellénisme et Christianisme (1943)
- «Бог и боги, существует ли Бог?» / Dieu et les dieux, Dieu existe-t-il ? (1945)
- «Атлантида — источник цивилизаций» / L’Atlantide, origine des civilisations (1950)
- «Посмертные явления: мои отношения с невидимыми. 1908—1918» / Manifestations posthumes, mes rapports avec les invisibles. 1908—1918 (1950)
- «Эзотерическое Евангелие от Иоанна» / L'Évangile ésotérique de Saint Jean (1950)
- «Седьмое чувство: Эстезис» (или Аэстезис) / Le Septième sens: l’Aisthésis (1952)
- «Святой Павел и христианские тайны» / Saint Paul et les mystères chrétiens (1953)
- «Моя мистическая жизнь» / Ma vie mystique (1955)
- «Атлантическая Атлантида» / L’Atlantide Atlantique (1971)
- «Эпоха Водолея, тайна зодиака и ближайшее будущее человечества» / L'Ère du Verseau, le secret du zodiaque et le proche avenir de l’humanité (1977)